# Passagiersschip

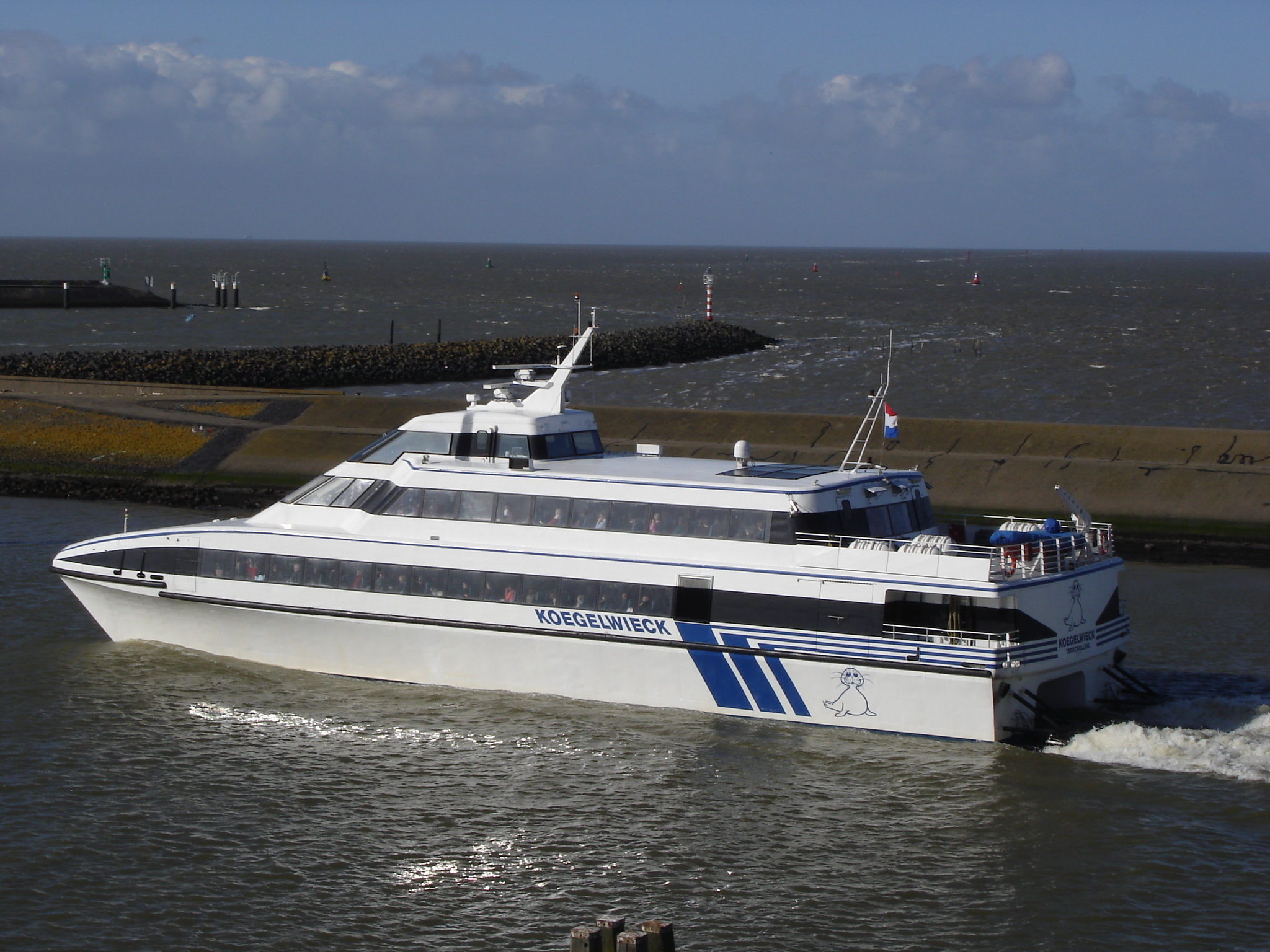
Passagiersboot: de Koegelwieck vaart tussen Harlingen, Terschelling en Vlieland

Een passagiersschip is een schip met als hoofdfunctie het vervoeren van passagiers. 
Volgens de Internationale Maritieme Organisatie, Europese en nationale wetten is een passagiersschip een schip dat meer dan 12 passagiers vervoert. Dit zijn dus mensen die niet werkzaam zijn op een schip. Een passagiersschip dient te voldoen aan bijzondere eisen. Zo dient op een zeegaand passagiersschip een arts aan boord te zijn en gelden er speciale veiligheidseisen.

## Types

### Mailboot
Een mailboot is een schip dat ontworpen was om passagiers volgens een vast schema over een langere afstand te vervoeren. De populairste route was de grote oversteek van de Atlantische Oceaan van Europa naar Noord-Amerika. Deze schepen namen ook post en soms enige vracht mee. Ze waren stevig gebouwd en hadden een grotere vrijboord. Met de opkomst van passagiersvliegtuigen na de Tweede Wereldoorlog is het gebruik van dit type schip sterk afgenomen.

### Veerboot
Een passagiersveerboot, overzetschip of ferry, is een schip dat over de hele wereld veel gebruikt wordt voor het vervoer van passagiers via vaste verbindingen op vaste tijden over korte en middellange afstanden. Vaak worden ook voertuigen meegenomen. In het verleden transporteerden speciaal ingerichte veerboten als onderdeel van een spoorverbinding ook treinstellen.

### Cruiseschip
Een cruiseschip is een luxueus passagiersschip dat gebruikt wordt voor plezierreizen. Het zijn vaak grote drijvende hotels met veel entertainment aan boord. Transport van plaats tot plaats is niet het doel van de reis. Een cruiseschip stopt in verschillende havens om de passagiers gelegenheid te geven uitstapjes te maken. 